# Distretto di Meram
Il distretto di Meram (in turco Meram ilçesi) è uno dei distretti della provincia di Konya, in Turchia. Parte del distretto è compresa nel comune metropolitano di Konya.